# 賀茂神社 (近江八幡市)
賀茂神社（かもじんじゃ）は、滋賀県近江八幡市にある神社である。「御猟野乃杜賀茂神社（みかりののもりかもじんじゃ）」とも称する。

## 概要
賀茂神社は奈良時代の736年（天平8年）に聖武天皇によって創建された。
白村江の戦いの後、天智天皇が「これからは騎乗技術の発展と馬匹の繁殖が大事」と考え、賀茂神社の地に国営牧場を造った。その後、日本の荒廃を憂いた聖武天皇が、国民の災いを封じ国土の平安を祈る神社を建立するため、日本の陰陽道の祖といわれている吉備真備を中心にして、壮大な社殿を構築した。
一般の神社の場合本殿の向きは南向きか東向きだが、陰陽道が関わっている関係で、本殿が北東（表鬼門）という特殊な方位にあり、それにより本殿の向いている方位が南西（裏鬼門）になっている。
創建当初は例祭「賀茂祭」に皇室より幣帛をたまわった。1876年（明治9年）に村社、1914年（大正3年）には郷社に列せられ、神饌幣帛料供進指定神社となる。
3万坪の境内のなかには、若宮神社（仁徳天皇が祀られている）、「産霊社（むすびのやしろ）」（産霊の大神が祀られている）、神仏分離令後も残る「不動堂」（大日如来、不動明王、軍荼利明王、大威徳明王、降三世明王、金剛夜叉明王が祀られている）、庚申堂（青面金剛尊が祭られている）があり、同じ加茂町内には境外摂社として日吉神社（大山咋命が祀られている）がある。

## 主祭神
賀茂県主氏の氏神をまつる。
賀茂建角身命：かもたけつのみのみこと。神武東征にあたり八咫烏に化身して神武天皇を導いた。
賀茂玉依比賣命：かもたまよりひめのみこと。賀茂建角身命の娘。
賀茂別雷命：かもわけいかづちのみこと。賀茂玉依比賣命と大山咋神（一説には火雷命）の間の子。
火雷命：ほのいかづちのみこと。八雷神の一。

## 賀茂祭
当社は、社地選定（717年（養老元年））の4月15日および賀茂大神鎮座（736年（天平8年））の5月6日を例祭日としている。なお、近年は6日以降最初の日曜日に大祭を行っている。
当社の大祭である賀茂祭に先立ち、賀茂玉依比賣命の父神ともされる大山咋神を祀る摂社「日吉神社」の祭礼が、4月13日を宵宮、14日を例祭として執り行われる。賀茂祭は、4月15日の神幸祭（みあれさい、別名「御生れ祭」）に始まり、5月6日の大祭を経て、7日の御宴祭で納める。大祭後に渡御、御旅所神事を行ってから競馬神事「足伏走馬」を行う。

## 馬との関わり
当地に日本初の国営牧場が置かれたことから、創建当初より馬との関わりが深く、「馬の聖地」として崇敬が寄せられる。
創建時より、御料地「御猟野（みかりの）」として、猟や競馬が行われていた。さらに、平安時代に始められた京都上賀茂神社の競馬会神事を後白河上皇の意により当地でも継承した。例祭賀茂祭では、およそ 400m の直線の馬場を用いて、7頭の馬により、2頭ずつ 7回の競走を行い、上賀茂神社の競馬会に参加する馬を決する神事「足伏走馬（あしふせそうめ）」が行われる。
境内には、日本一大きな神馬像が置かれる。
1月第2日曜日には全国「馬・競馬・乗馬」安全祈願大祭並びに新年馬乗初式を、毎月初午には初馬祭を執り行う。
2011年（平成23年）に創建1275年を迎え、2015年（平成27年）の式年大祭を期して、式年造営事業を展開している。この機会に、馬の魂を鎮め、祀る社殿たる「馬鎮霊社」を創建する計画である。

## 所在地
滋賀県近江八幡市加茂町1691

## 交通アクセス
- JR東海道本線（琵琶湖線）近江八幡駅または篠原駅からあかこんバスで神社前停留所下車。

※近江鉄道八日市線（万葉あかね線）は、「近江八幡駅から」を参照（※当神社は篠原駅の方が近い）。